# Vela nos Jogos Pan-Americanos de 2023 - Nacra 17
A classe Nacra 17 da vela nos Jogos Pan-Americanos de 2023 foi disputada entre 30 de outubro e 4 de novembro de 2023 na Confraria Náutica do Pacífico, em Algarrobo. Um total de 10 velejadores de 5 Comitês Olímpicos Nacionais (CON) participaram do evento.

## Calendário
Horário local (UTC−3).
| Data          | Hora  | Fase                |
| ------------- | ----- | ------------------- |
| 30 de outubro | 11:58 | Regatas 1, 2, 3 e 4 |
| 31 de outubro | 15:15 | Regatas 5 e 6       |
| 1 de novembro | 13:00 | Regatas 7, 8 e 9    |
| 2 de novembro | 14:45 | Regatas 10, 11 e 12 |
| 4 de novembro | 13:20 | Medal Race          |

## Medalhistas
| Ouro   | ARG Mateo Majdalani e Eugenia Bosco         |
| Prata  | USA David Liebenberg e Sarah Newberry-Moore |
| Bronze | BRA Samuel Albrecht e Gabriela Nicolino     |

## Resultados
Estes foram os resultados obtidos da competição, com os descartes entre parênteses:
| Pos.              | Velejadores                           | CON                | Regata | Regata | Regata | Regata | Regata | Regata | Regata | Regata | Regata | Regata | Regata | Regata | Regata | Pts. Tot. | Pts. Net |
| Pos.              | Velejadores                           | CON                | 1      | 2      | 3      | 4      | 5      | 6      | 7      | 8      | 9      | 10     | 11     | 12     | M      | Pts. Tot. | Pts. Net |
| ----------------- | ------------------------------------- | ------------------ | ------ | ------ | ------ | ------ | ------ | ------ | ------ | ------ | ------ | ------ | ------ | ------ | ------ | --------- | -------- |
| Medalha de ouro   | Mateo Majdalani Eugenia Bosco         | ARG Argentina      | 1      | 1      | 1      | 1      | 1      | 1      | 1      | 2      | 1      | 1      | 1      | 1      | 2      | 15        | 13       |
| Medalha de prata  | David Liebenberg Sarah Newberry-Moore | USA Estados Unidos | (3)    | 3      | 2      | 2      | 2      | 2      | 2      | 3      | 2      | 2      | 3      | 3      | 4      | 33        | 30       |
| Medalha de bronze | Samuel Albrecht Gabriela Nicolino     | BRA Brasil         | 2      | 2      | (3)    | 3      | 3      | 3      | 3      | 1      | 3      | 3      | 2      | 2      | 6      | 36        | 33       |
| 4                 | Galen Richardson Madeline Gillis      | CAN Canadá         | (5)    | 5      | 4      | 5      | 4      | 4      | 4      | 4      | 4      | 4      | 3      | 4      | 10     | 61        | 56       |
| 5                 | Sebastián Fuenzalida Pipa Cisternas   | CHI Chile          | 4      | 4      | (5)    | 4      | 5      | 5      | 5      | 5      | 5      | 5      | 5      | 5      | 8      | 65        | 60       |

Legenda
| - DSQ = Desclassificação; - DNE = Desclassificação não descartável; - DNF = Não cruzou a linha de chegada; | - DNC = Não compareceu na área de largada; - DNS = Não largou; - STP = Penalidade padrão; | - UFD = Desclassificação por bandeira "U"; - BFD = Desclassificação por bandeira preta; - OCS = Queima de largada. |